# Кяру (волость)
Кя́ру (ест. Käru vald) — волость в Естонії, одиниця самоврядування в повіті Рапламаа з 21 листопада 1991 по 22 жовтня 2017 року.

## Географічні дані
Площа волості — 214,91 км2, чисельність населення на 1 січня 2017 року становила 600 осіб.

## Населені пункти
Адміністративний центр — селище Кяру (Käru alevik).
На території волості також розташовувалися 8 сіл (küla): Йиекюла (Jõeküla), Киду (Kõdu), Куллімаа (Kullimaa), Кядва (Kädva), Кяндліку (Kändliku), Лаурі (Lauri), Лунґу (Lungu), Сонні (Sonni).

## Історія
21 листопада 1991 року Кяруська сільська рада була перетворена у волость зі статусом самоврядування.
23 грудня 2016 року Уряд Естонії постановою № 152 затвердив утворення нової адміністративної одиниці — волості Тюрі — шляхом об'єднання територій самоврядування Кяру та двох волостей зі складу повіту Ярвамаа: Вяетса й Тюрі. Зміни в адміністративно-територіальному устрої, відповідно до постанови, мали набрати чинності з дня оголошення результатів виборів до волосної ради нового самоврядування.
15 жовтня 2017 року в Естонії відбулися вибори в органи місцевої влади. Утворення волості Тюрі набуло чинності 22 жовтня 2017 року. Волость Кяру вилучена з «Переліку адміністративних одиниць на території Естонії».